# Limbang Mulya
Limbang Mulya is een bestuurslaag in het regentschap Banyuasin van de provincie Zuid-Sumatra, Indonesië. Limbang Mulya telt 161 inwoners (volkstelling 2010).